# Barakuda
Barakuda (lat. Sphyraenidae) porodica je velikih morskih riba grabljivica iz razreda zrakoperki, poznatih po strašnom izgledu i svirepom ponašanju. Barakuda je morska riba iz roda Sphyraena, jedinog roda iz monogenerične porodice Sphyraenidae kojoj je ime dao Constantine Samuel Rafinesque 1815. godine. Može se pronaći u tropskim i suptropskim oceanima diljem svijeta, od istočne granice Atlantskog oceana do Crvenog mora, na zapadnoj granici Karipskog mora i u tropskim područjima Tihog oceana. Barakude obitavaju u blizini površine vode i u blizini koraljnih grebena i morske trave. Na meti su ljubitelja športskog ribolova.
Barakude imaju zmijolik izgled, s istaknutim, oštrim zubima nalik na one kod piranja. Svi zubi su različitih veličina, postavljeni u zubne čašice barakudinih velikih vilica. Imaju velike, zašiljene glave. Njihovi prekrivači škrga nemaju bodlje i prekriveni su sitnim ljuskama. Njihove dvije leđne peraje široko su odvojene, pri čemu prednja peraja ima pet bodlji, a zadnja peraja jednu bodlju. Zadnja stražnja peraja je po veličini slična analnoj peraji i nalazi se iznad nje. Bočna linija je istaknuta i proteže se ravno od glave do repa. Spinozna leđna peraja postavljena je iznad karličnih peraja i normalno je uvučena u utor. Kaudalna peraja je umjereno račvasta s dvostruko zakrivljenim zadnjim rubom. Pektoralne peraje postavljene su nisko na bočnim stranama. Plivaći mjehur je veliki. Brze i dinamične, barakude su vitke. Također imaju dva odvojena leđna peraja, ispruženu donju vilicu i velika usta s mnogo velikih, oštrih zuba.
U većini slučajeva, barakude su tamnosive, tamnozelene, bijele ili plave boje na gornjem dijelu tijela, sa srebrnastim stranama i bijelim trbuhom. Boja se razlikuje u ovisnosti od vrste. Kod nekih vrsta pojavljuju se nepravilne i neorganizirane crne točke ili niz tamnijih linija sa svake strane. Njihove peraje mogu biti žućkaste ili tamne. Barakude žive uglavnom u oceanima, ali određene vrste, poput velikih barakuda, žive u bočastoj vodi.
Barakude su nadimak hrvatske vaterpolske reprezentacije.